# Hertellina nicoyana
Hertellina nicoyana  — вид морських двостулкових молюсків ряду Венероїдні (Veneroida). Вид зустрічається на сході Тихого океану від  Каліфорнії до Перу.
Мешкає у піску та мулі, висовуючи назовні лише сифон. 